# Fabiano Ballarin
Fabiano Ballarin (Padova, 7 marzo 1973) è un ex calciatore italiano, di ruolo difensore.
Ha espletato quasi tutta la sua carriera giocando in squadre del Veneto, salvo un breve passaggio al Cesena.

## Carriera
Cresce nel Treviso dove debutta in prima squadra a 18 anni; nel 1992 passa al Venezia dove disputa 5 partite in Serie B. Nel 1993 approda al Chievo dove gioca stabilmente nell'allora emergente realtà che conquista una storica promozione dalla Serie C1 alla B, massimo campionato all'epoca raggiunto dal club clivense.
Nel 1994 fa ritorno a Venezia e diviene presto un punto fermo della difesa: in Laguna, dopo quattro campionati di cadetteria, conquista la promozione in Serie A che mancava agli arancioneroverdi da ben 33 anni. Nella stagione in massima categoria Ballarin disputa 13 partite e segna anche la sua prima rete da professionista, in occasione della vittoria 3-1 sulla Roma.
Al termine della stagione 1998-1999, una volta conquistata la salvezza, Ballarin viene ceduto al Treviso, in B, dove rimane quasi stabilmente per il successivo quadriennio, eccezion fatta per un prestito al Cesena nella prima metà del 2002.
Successivamente gioca nel Belluno e nell'Edo Mestre, nelle serie minori venete, dove chiude la carriera nel 2009.

## Palmarès
- Campionato italiano Serie C1: 1

Chievo: 1993-1994 (girone A)